# Ljubav i mržnja
Ljubav i mržnja je srpska telenovela snimana od 2007. do 2008. godine u produkciji RTV Pink. Emitovana je u udarno vreme (20 sati), nakon Nacionalnog dnevnika. Režiju su vodili Jug Radivojević i Vladimir Aleksić. Scenario su pisali Vida Crnčević Basara i Petar Jakonić, koji je za ovu priliku koristio pseudonim „Basquiera Pierrin”. Ova telenovela je rađena po ideji Slobodana Šuljagića. Naručio je scenario za porodičnu sagu kod Vide Crnčević Basara. Okosnica je trebalo da bude „čovek u godinama, tajkun, sa mnogo mlađom ženom”. Naslovnu pesmu „Ljubav i mržnja” je pevao hrvatski pevač Dado Topić. Glavne uloge su tumačili Branko Đurić, Andrijana Videnović, Nebojša Ljubišić, Katarina Radivojević, Ivan Bosiljčić, Milica Zarić i Ivana Popović.
Ljubav i mržnja je pobrala nekoliko dobrih ocena sa strane televizijskih kritičara. Tako je, na primer, Branislava Džunov za list Politika napisala: „Izvesno, posle dve–tri sedmice prikazivanja, može se sa sigurnošću tvrditi da Ljubav i mržnja može imati zavidnu TV budućnost... rejtinzi iz protekle sedmice pokazuju da je Ljubav i mržnja (omnibus verzija u nedelju) pronašla svoju publiku...”.

## Radnja
Serija prati zgode i nezgode bogate beogradske porodice Lazarević. Niko nije preboleo smrt majke, koja je bila stub porodice. Bogdanova nova supruga Kaća je moralno nepodobna. Temperamentna je i često stvara probleme unutar porodice. Takođe krije tajne iz prošlosti, koje je proganjaju. U biti je nesigurna ličnost i stidi se svojih seljačkih korena. Bogdanov sin Bojan je ženskaroš i ima aferu sa svojom maćehom Kaćom. To mu stvara niz neprilika, jer joj je obećao da će se razvesti od supruge i osnovati nov život sa njom. Međutim, Bojan ima niz ljubavnih veza. Njegova žena Ljubica je plemenita i odana osoba. Uspešna poslovna žena. Bojanov brat Miloš je novinar, nezadovoljan je, jer je zapravo želeo da bude pisac. Zbog toga često posegne za alkoholom. Njegova supruga Ivana očajnički želi da zatrudni, ali joj to ne uspeva. Njen otac Dušan je bivši narkoman i pravi joj dodatne probleme. Novinarka Zdenka je Miloševa koleginica iz lista Jutarnja zvezda, kojoj je porodica Lazarević omiljena tema. Bojanova i Miloševa sestra Olja je najmlađi član porodice i ona najviše pati zbog majčine smrti. Olja neočekivano zatrudni, otac deteta je njen profesor Vojin sa fakulteta. Nije sigurna šta da učini.

## Zanimljivosti o seriji
- Nepoznati pseudonim Baskjera Pjerin (Basquiera Pierrin) je mnogima bio sumnjiv. Kada je otkriveno da se iza njega „krije” Petar Jakonić su krenule glasine. Poznati filmski i televizijski radnik, montažer, scenarista, reditelj je na tu temu za TV Reviju rekao sledeće: „Baskjera Pjerin je ime i prezime moga dede po majci. Kada sam krenuo sa serijom Ljubav i mržnja svi su u pseudonimu prepoznavali moje skrivanje od nečega što je u ovoj sredini omraženo, a zove se sapunska televizijska serija. Podsetio sam ih da sam kao Baskjera Pjerin pisao i dokumentarnu seriju Zabranjeni bez zabrane i dokumentarne filmove o Kosovu Zašto sam ostao, te seriju Nikad izvini”.[3]
- Andrijana Videnović i Branko Đurić su glumili muža i ženu u ovoj telenoveli. U stvarnom životu su takođe bili supružnici, ali su se još tokom snimanja serije razveli.
- Serija se pored Srbije emitovala i u Bosni i Hercegovini i Crnoj Gori. U maju 2011. godine serija se ponovo reprizirala u Srbiji.

## Uloge
| Glumac                 | Uloga             |
| ---------------------- | ----------------- |
| Branko Đurić           | Bogdan Lazarević  |
| Andrijana Videnović    | Kadivka Lazarević |
| Nebojša Ljubišić       | Miloš Lazarević   |
| Katarina Radivojević   | Ivana Lazarević   |
| Ivan Bosiljčić         | Bojan Lazarević   |
| Milica Zarić           | Ljubica Lazarević |
| Ivana Popović          | Olja Lazarević    |
| Marijana Mićić         | Sestra Slavica    |
| Mladen Nelević         | Aleksa Jokić      |
| Sonja Knežević         | Ruža              |
| Boris Komnenić         | Dušan             |
| Maja Noveljić Romčević | Zdenka Berc       |
| Daniel Sič             | Luka              |
| Bojana Tušup           | Tamara            |
| Slobodan Stefanović    | Doktor Goran      |
| Zlata Numanagić        | Olga              |
| Milan Kalinić          | Vlada Zlatić      |
| Slobodan Tešić         | Dobrivoje         |
| Valentina Čerškov      | Vesna             |
| Ivan Zekić             | Danilo            |
| Zlata Petković         | Natalija          |
| Katarina Žutić         | Vera              |
| Tamara Krcunović       | Irena             |
| Đorđe Marković         | Kosta             |
| Boris Pingović         | Vojin             |
| Jelica Sretenović      | Smiljka           |
| Aleksandar Alač        | Stanko            |
| Mile Stanković         | Miroljub          |
| Monika Romić           | Violeta           |
| Marina Vodeničar       | Iva               |
| Savo Radović           | Janković          |
| Nikola Bulatovic       | Detektiv Ranko    |
| Igor Damnjanovic       | Diler             |

## Spoljašnje veze
- Ljubav i mržnja на веб-сајту  (језик: енглески)